# 5-та гвардійська армія (СРСР)
П'ята гварді́йська а́рмія (5 гв. А) — загальновійськова гвардійська армія у складі Збройних сил СРСР під час Німецько-радянської війни з 1943 до 1945.

## Командування
- Командувач:
  - генерал-лейтенант, з жовтня 1944 генерал-полковник Жадов О. С. (5 травня 1943 — до кінця війни)